# Mugmetdegoudentand

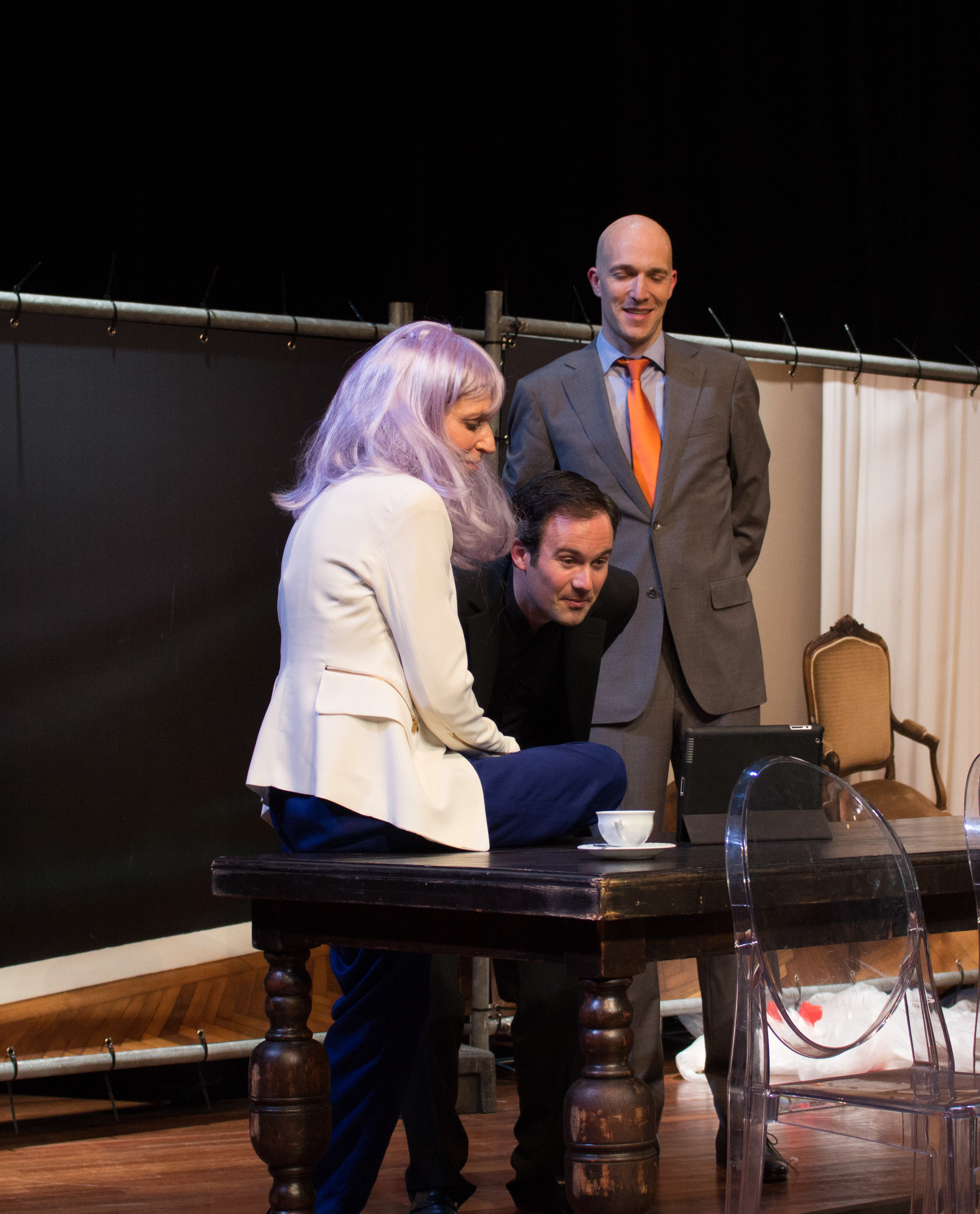
Lineke Rijxman, Guy Clemens en Sieger Sloot in Kunsthart, 2015

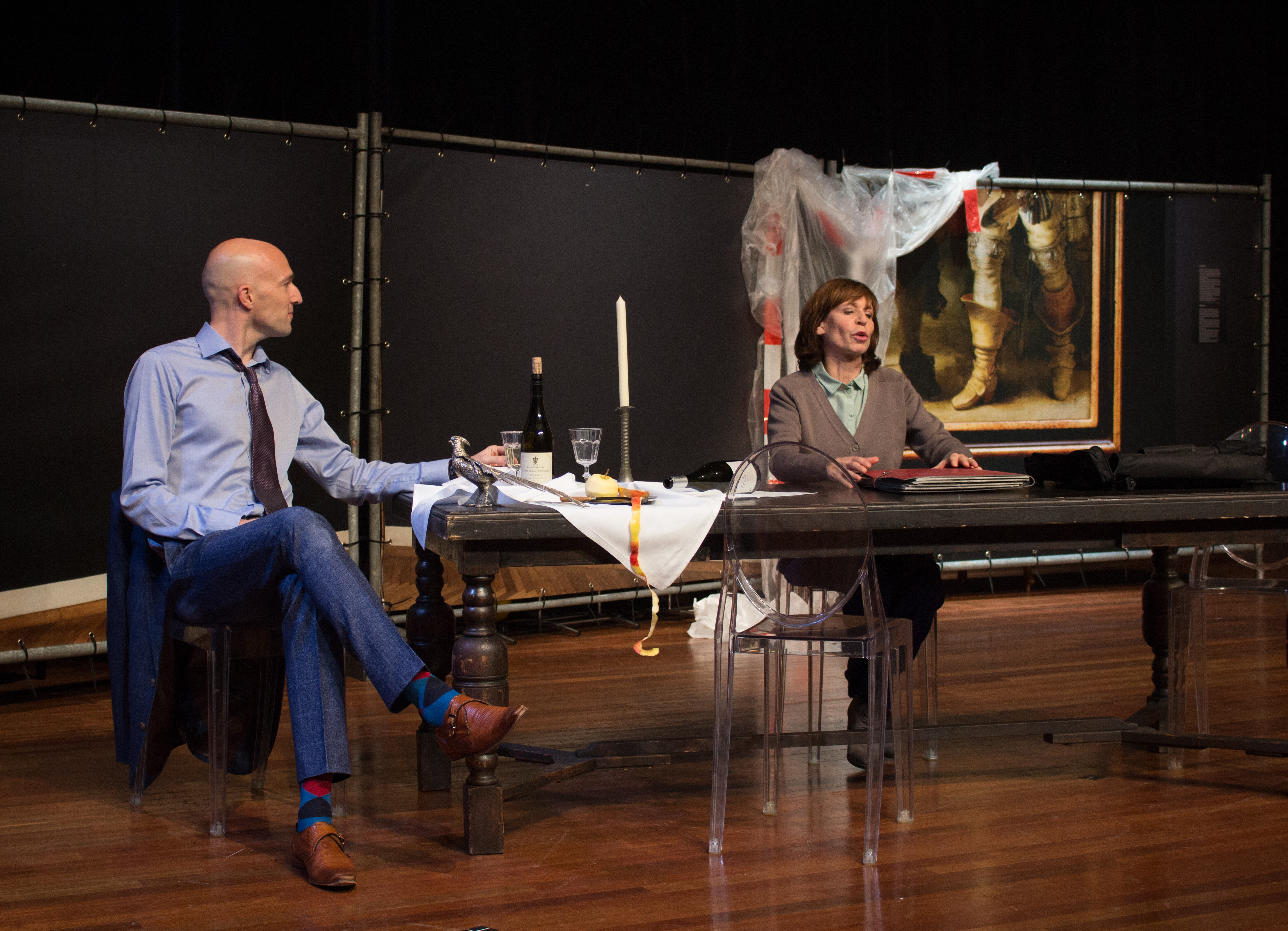
Sieger Sloot en Lineke Rijxman in Kunsthart, 2015

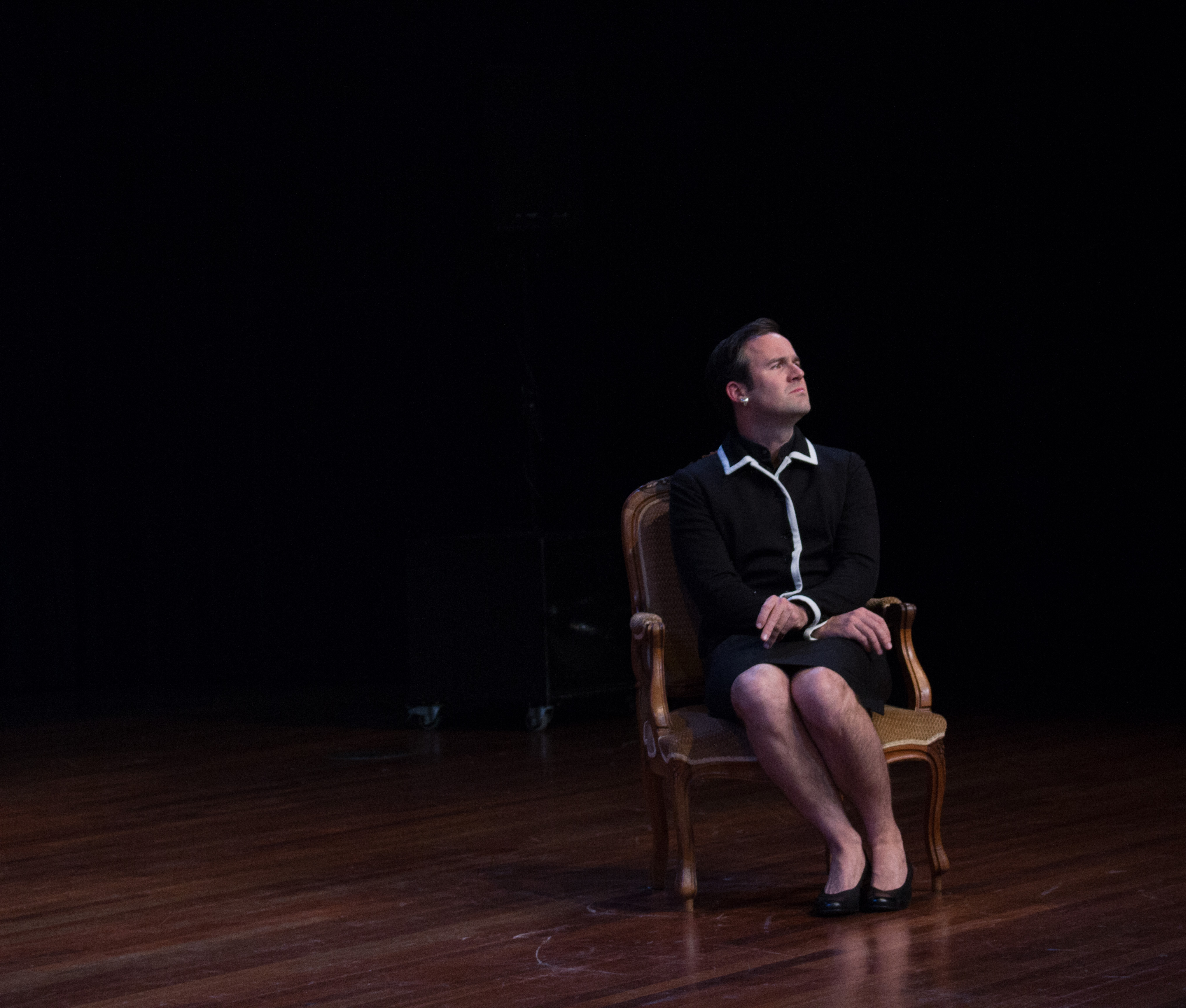
Guy Clemens in Kunsthart, 2015

Mugmetdegoudentand was een Nederlands theatergezelschap dat naast toneelvoorstellingen ook televisie maakte. Het collectief werd in 1985 opgericht door regisseur Jan Ritsema. Van 2009 tot de opheffing in 2023 werd ze artistiek geleid door Marcel Musters, Joan Nederlof en Lineke Rijxman.
De groep maakte nieuw Nederlands repertoire dat de tijdgeest met persoonlijke stem beschreef onder het motto: ‘Het is nu’. Ze wilden daarbij in haar producties onderscheid maken tussen de ene mening en de andere, tussen werkelijkheid en projectie, tussen vorm en inhoud, verstand en onderbuik en hoofd- en bijzaak. De Mug werkte vaak op het raakvlak van theater en andere kunst- en mediavormen.
Begin januari 2023 kondigde het gezelschap aan in juni, aan het eind van het lopende seizoen, te gaan stoppen, waarna de leden individueel verder zouden gaan.

## Producties
De eerste productie van Mugmetdegoudentand ging in 1985 in Rotterdam in première. De voorstelling Willem Meisters Leerjaren was gebaseerd op de roman van Goethe en werd geregisseerd door Jan Ritsema. Het stuk baarde opzien, niet in de laatste plaats doordat de acteurs gehuld waren in uitbundig gekleurde achttiende-eeuwse hofkleding. In de pers werd gesproken van een ‘eigenzinnig debuut’.
Er volgden vele voorstellingen en projecten. Veel aandacht kreeg de voorstelling CO*STAR in 1996. CO*STAR draaide om de vraag hoe kunst en populaire cultuur zich tot elkaar verhouden en het verschil tussen persoon en personage. Onderdeel van het project waren de single Zin in jou van Max (Marcel Musters) op muziek van Tarkan, die een bescheiden hit werd, en een expositie van Eva Harms (Alix Adams) in het Groninger Museum.
Televisieseries voor VPRO-televisie waar de groep de hand in had zijn Hertenkamp uit 1998 en TV7. Een nieuwe tv-serie, De Nieuwe Waarheid, zou in 2020 door AVROTROS op NPO 1 worden uitgezonden. Theatervoorstellingen zijn Rijsen&Rooxman, DeDikkeMuiz&Sjors, Smoeder, Hannah en Martin, Buik, Quality Time en Kunsthart. Met De Eurocommissaris treedt de Mug anno 2019 op in Europa.
Toneelteksten van Mugmetdegoudentand zijn uitgegeven door De Nieuwe Toneelbibliotheek.

## Acteurs
Acteurs die aan de Mug verbonden waren of nog zijn:
- Alix Adams
- Nel Corstanje
- Guy Clemens
- Mouna Goeman Borgesius
- Ton Kas
- Ricky Koole
- Marjan Luif
- Hannah van Lunteren
- Carla Mulder
- Marcel Musters
- Joan Nederlof
- Finn Poncin
- Gerardjan Rijnders
- Lineke Rijxman
- Sieger Sloot
- Christine van Stralen
- Maureen Teeuwen
- Joke Tjalsma
- Lies Visschedijk
- Willem de Wolf